# Pierre Grelot (théologien)
Pour les articles homonymes, voir Pierre Grelot.
Pierre Grelot est né à Paris le 6 février 1917 et mort à Orléans le 22 juin 2009. Prêtre du diocèse d'Orléans, exégète et théologien, il était un spécialiste  reconnu des écrits et des langues bibliques.

## Biographie
Ancien élève de l'école Saint-Louis à Montargis, ordonné prêtre en 1941, il devient professeur au séminaire d'Orléans, puis à l’Institut catholique de Paris jusqu'en 1983. En 1985 il devient professeur honoraire de l'Institut.
Il soutient sa thèse en 1949 sur Exégèse littérale, exégèse spirituelle : essai sur la genèse de l'exégèse biblique. Il participe grandement au renouveau biblique français par ses talents pédagogiques autant que scientifiques dans son Introduction aux Livres Saints et ses Pages bibliques, tous deux publiés en 1954, plusieurs fois réédités et traduits. Son érudition inclut une excellente connaissance de l'araméen.
Il devient un conseiller apprécié de la conférence des évêques de France, et est membre de la Commission biblique pontificale de 1972 à 1983.
Il participe en 1998 à l'émission d'ARTE Corpus Christi.
En 2007, le cardinal Joseph Ratzinger, pape Benoît XVI, le cite dans son livre Jésus de Nazareth.

### Débats
Tenant déterminé de la datation tardive des écrits du Nouveau Testament, il s'oppose, avec vigueur, aux partisans des datations proches, à Claude Tresmontant en 1984, Jean Carmignac en 1986, Philippe Rolland en 2003.
Son livre Un Jésus de comédie, augmenté de Un Paul de farce est une sévère critique contre deux ouvrages de Gerald Messadié, L'Homme qui devint dieu (2 vol.) et L' Incendiaire. Vie de Saul.

## Publications
- Introduction aux livres saints, Paris, Eugène Belin, 1954, 228 pages ;
- Pages bibliques, Paris, Eugène Belin, 1954, 386 pages ;
- Le Couple humain dans l'Écriture, Paris, Cerf, 1969, 132 pages ;
- Péché originel et rédemption à partir de l'Épître aux Romains. Essai théologique, Paris, Desclée, 1973, 469 pages ;
- Les Poèmes du Serviteur. De la lecture critique à l'herméneutique, Paris, Cerf, coll. « Lectio divina, n° 103 », 1981 ;
- La Bible. Guide de lecture, Éditions Desclée, 1981, 122 pages  (ISBN 2718901896) ;
- Évangiles et tradition apostolique. Réflexions sur un certain « Christ hébreu », Paris, Cerf, coll. « Apologique », 1984. Recension sur le site Persée ;
- Qu'est-ce que la tradition ?, Paris, Vie chrétienne, 1985, 74 pages ;
- L'Origine des Évangiles. Controverse avec J. Carmignac, Paris, Cerf, 1986 ;
- Un Jésus de comédie, augmenté de Un Paul de farce. Lecture critique de trois livres récents, Paris, Cerf, 1991, 144 pages ;
- Le Livre de Daniel, Paris, Cerf, coll. « Cahiers Évangile, n° 79 », 1992 ;
- Combats pour la Bible en Église. Une brassée de souvenirs, Paris, Cerf, 1994, 418 pages ;
- L'Espérance juive à l'heure de Jésus, éd. nouvelle revue et augmentée, Paris, Desclée, 1994 ;
- Réponse à Eugen Drewermann, Paris, Cerf, 1994, 226 pages ;
- La Tradition apostolique. Règle de foi et de vie pour l'Église, Paris, Cerf, 1995 p. 344 ;
- Les juifs dans l'évangile de Jean. Enquête historique et réflexion théologique, Gabalda, Cahiers de la Revue biblique, 1995 ;
- Jésus de Nazareth, Christ et Seigneur, Paris, Cerf : tome I, 1997, 498 pages  (ISBN 2204054933) – tome II, 1998, 560 pages  (ISBN 220405710X) ;
- Le Mystère du Christ dans les psaumes, Éditions Desclée de Brouwer, 1998, 292 pages  (ISBN 2718909447) ;
- La Science face à la foi, Lettre ouverte à Monsieur Claude Allègre, ministre de l'Éducation nationale, Paris, Cerf, 1998, 96 pages  (ISBN 2204060623) ;
- Corps et sang du Christ en gloire, Paris, Cerf, 1999, 190 pages  (ISBN 2204063010) ;
- Le langage symbolique dans la Bible, Paris, Cerf, 2001, 240 pages  (ISBN 2204066052) ;
- Une lecture de l'Épître aux Hébreux, Paris, Cerf, 2003, 216 pages  (ISBN 2204070874) ;
- Dialogues avec un frère musulman, Paris, Cerf, 2004, 224 pages  (ISBN 220407411X) ;
- L'Épître de saint Paul aux Romains. Une lecture pour aujourd'hui, Éditions Saint-Paul, 2001, 230 pages  (ISBN 2850498637).